# 上洞駅
上洞駅（サンドンえき）は大韓民国京畿道富川市遠美区上洞にある、仁川交通公社7号線の駅である。駅番号は756。

## 歴史
- 2012年10月27日 - ソウル特別市都市鉄道公社（当時）7号線の駅として開業。
- 2017年5月31日 - ソウルメトロとソウル特別市都市鉄道公社が統合され、7号線はソウル交通公社の駅となる。
- 2022年1月1日 - 7号線・カチウル-石南間の運営権を仁川交通公社に移管。

## 駅構造

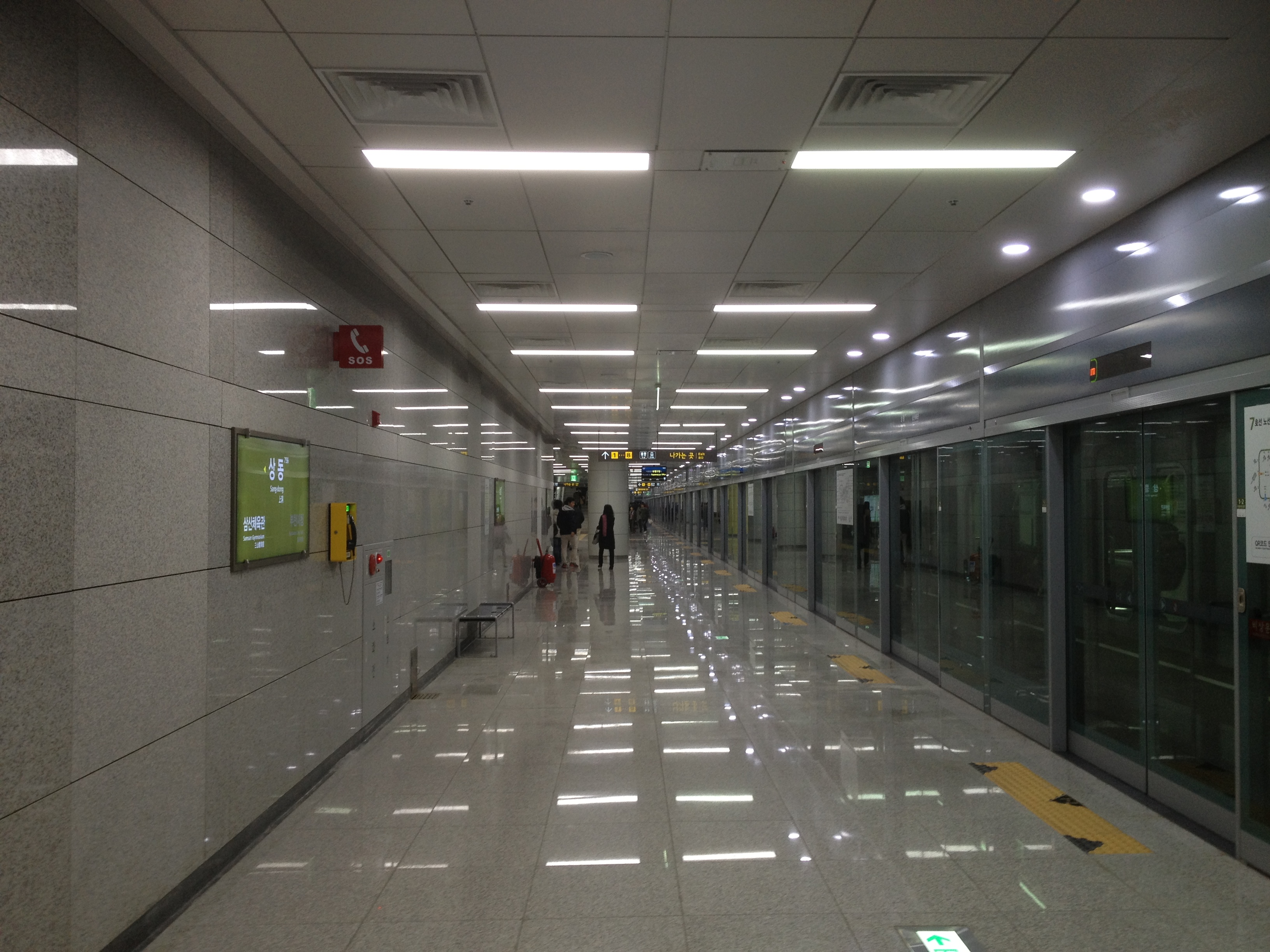
プラットホーム

相対式ホーム2面2線を有する地下駅である。

### のりば
案内上ののりば番号は設定されていない。
| 上り | 7号線 | 温水・大林・高速ターミナル・建大入口・長岩方面 |
| 下り | 7号線 | 富平区庁方面                                   |

## 利用状況
近年の一日平均利用人員推移は下記のとおり。なお、2012年は開業日の10月27日から12月31日までの66日間の平均である。
| 路線  | 路線     | 2010年 | 2011年 | 2012年 | 2013年 | 2014年 | 2015年 | 出典  |
| ----- | -------- | ------ | ------ | ------ | ------ | ------ | ------ | ----- |
| 7号線 | 乗車人員 | 未開通 | 未開通 | 10,696 | 11,737 | 13,260 | 13,635 | [ 1 ] |
| 7号線 | 降車人員 | 未開通 | 未開通 | 10,568 | 11,903 | 13,601 | 14,024 | [ 1 ] |
| 7号線 | 乗降人員 | 未開通 | 未開通 | 21,265 | 23,640 | 26,861 | 27,659 | [ 1 ] |

## 駅周辺
- 富川ターミナルショッピング（朝鮮語版）
  - ニューコアアウトレット（朝鮮語版）
- ホームプラス富川上洞店
- アインスワールド（朝鮮語版）
- セーブゾーン（朝鮮語版）富川上洞店
- 中洞インターチェンジ（首都圏第一循環高速道路）
- 石川中学校（朝鮮語版）
- 石川初等学校（朝鮮語版）

## 隣の駅
仁川交通公社
 7号線
富川市庁駅 (755) - 上洞駅 (756) - 三山体育館駅 (757)